# Antoine Mathias
Antoine Mathias est un homme politique français né le 2 décembre 1753 à Bourbon, près d'Issoire (Puy-de-Dôme) et décédé le 4 mai 1828 à Pont-du-Château (Puy-de-Dôme).

## Biographie
Entré jeune dans les ordres, il n'a pu être ordonné prêtre en 1776 qu'en vertu d'une dispense d'âge. Il est curé de l'Église-Neuve, près de Besse. Il y a fait preuve de qualités d'administrateur.
Son instruction et son intelligence l'ont amené à être choisi pour représenter le clergé à l'Assemblée d'élection de Clermont organisée en 1787 par l'Assemblée provinciale d'Auvergne. Dans cette assemblée présidée par le grand-vicaire de l'évêque de Clermont, M. de Pons, il a fait partie de la commission du bien public qui s'occupait des questions liées au commerce, à l'agriculture, à la mendicité, aux hôpitaux, etc.
Il est alors désigné délégué que les curés ont envoyé à Riom pour prendre part à l'assemblée du clergé de la sénéchaussée d'Auvergne. Grâce au règlement royal du 24 janvier 1789, un bon nombre de curés participent à l'assemblée du clergé. Cette participation inaccoutumée des curés aux assemblées va les trouver disposés à briser la sujétion qui les tenait depuis longtemps par les évêques, les chapitres, les abbés et les bénéficiers, tous ceux qu'on appelait les gros décimateurs. Ils ne voulaient plus être écrasés par ces bénéficiers qui n'avaient bien souvent de la religion que le titre et l'habit. Les curés formaient le tiers état du clergé. Le Catéchisme des curé Auvergnats, amis de leur patrie, de leur roi et de leurs frères, publié en 1789, rédigé pour servir de modèle pour la rédaction de n'importe quelle province, exprime les sentiments de cette partie du clergé :
Le bon sens dit que l'aristocratie du peuple n'est pas dangereuse, parce qu'elle est impossible. L'expérience, au contraire, apprend au roi et au peuple que l'aristocratie du haut-clergé et de la noblesse est tout à la fois possible et très funeste.
Les curés d'Auvergne vont donc insérer dans les cahiers plusieurs vœux qu'ils savent contraires à ce que souhaite l'évêque de Clermont, François de Bonal. Ce dernier est désigné député du clergé in extremis. Blessé, celui-ci a refusé. L'assemblée a alors procédé à une nouvelle élection du quatrième député. Les partisans de l'évêque choisissent M. de Pons, grand vicaire, les autres ont pour candidat l'abbé Mathias. Celui-ci est finalement choisi par les curés. L'abbé Mathias est alors proclamé député du clergé de la sénéchaussée d'Auvergne. 
Il est député du clergé aux États généraux de 1789 pour la sénéchaussée de Riom. Il est le seul représentant du clergé d'Auvergne qui va siéger du côté droit de l'Assemblée nationale. Il est partisan de la liberté, favorable à une réforme sage des abus. Il est loin des idées absolues et arriérées de l'évêque de Clermont qui appartenait à une fraction de royalistes opposée à toute concession. L'abbé Mathias s'est réuni au tiers état. Il a fait partie des monarchistes tempérés. Il est proche des idées de Pierre-Victor Malouët, Gérard de Lally-Tollendal, Stanislas de Clermont-Tonnerre, François-Henri de Virieu et a entretenu d'excellentes relations avec la plupart des députés ecclésiastiques, en particulier avec l'évêque de Langres, César-Guillaume de La Luzerne. D'abord favorable aux premières mesures prises par l'Assemblée, il va changer de position après les journées des 5 et 6 octobre 1789 et adopter des positions plus conservatrices. Il n'a jamais pris la parole à l'Assemblée nationale. Il s'est occupé activement de la division, de la délimitation de la province, de la division en districts du nouveau département de Basse-Auvergne, le Puy-de-Dôme, et du choix de leurs chefs-lieux.
Le 2 août 1790 est lu à la tribune de l'Assemblée nationale une lettre de François de Moustier, ministre plénipotentiaire de France aux États-Unis, sur les promesses trompeuses de la compagnie du Scioto ayant le but de pousser à l'émigration des citoyens. Jean-François Gaultier de Biauzat, député de l'Auvergne, accuse l'abbé Mathias de s'être fait remettre une somme considérable pour les faire conduire au Scioto où il leur promettait d'immenses avantages. L'abbé Mathias n'étant pas présent à cette séance n'a appris cette accusation par les journaux. L'accusation était mensongère mais il avait bien rencontré plusieurs jeunes gens d'Issoire séduits par les avantages attribués par la rumeur publique. Ils lui avaient demandé de servir d'intermédiaire pour prendre des arrangements avec les agents de cette compagnie. Il a cherché à faire lever ses accusations par le témoignage des personnes qui l'avaient contactées, puis publia le 23 août une justification sous le titre : Lettre de M. A. Mathias , curé d'Église-Neuve, député à l'Assemblée nationale, servant de réponse à la dénonciation faite le 2 août 1790.
L'Assemblée nationale a adopté le 17 juin 1790 le décret sur la constitution civile du clergé. L'Église est placée sous la dépendance du pouvoir civil. Le 30 octobre 1790 une brochure rédigée par l'archevêque d'Aix-en-Provence, Jean de Dieu-Raymond de Boisgelin de Cucé, Exposition des principes sur la constitution du Clergé est distribuée à l'Assemblée nationale. L'abbé Mathias s'était lié à ce texte approuvé par tous les évêques députés à l'Assemblée nationale sauf deux. Le 27 novembre 1790, un décret soumet les fonctionnaires ecclésiastiques à un serment par lequel ils s'engageaient à maintenir de tout leur pouvoir la constitution décrétée par l'Assemblée nationale et acceptée par le roi. Faute de cette prestation de serment, les prêtres devaient être privés de leur traitement et déchus des droits de citoyen. Louis XVI a hésité, mais finalement a accepté le décret. L'Assemblée nationale est informée de sa décision le 26 décembre 1790. Le lendemain, l'Abbé Grégoire est monté à la tribune de l'Assemblée pour prouver que la constitution civile du clergé de s'oppose pas aux dogmes et n'a rien d'incompatible aux principes catholiques. L'abbé Mathias refusa de prêter serment.
Après la dissolution de l'Assemblée constituante, le 1er octobre 1791, il est revenu à l'Église-Neuve mais n'ayant pas prêter serment, il a été remplacé dans ses fonctions. Il est dénoncé en juillet 1792 pour ses actions. Il doit quitter le district de Besse en août et se réfugier auprès de sa famille. Il quitte Issoire le 7 septembre 1792 et prend la direction de la Savoie. Il est arrivé à Chambéry le 14 septembre. Il séjourne à Turin puis part pour Rome le 11 octobre 1792 où il séjourne jusqu'en mai 1795. Il rencontre à Véron le futur roi Louis XVIII. Il est revenu en France par la Suisse à la fin 1795, après le chute de Robespierre. Le pape Pie VI a apprécié sa fermeté de caractère. Le pape lui a donné le pouvoir d'administrer le diocèse de Clermont. Il prête serment de fidélité en 1801. Après la nomination d'un nouvel évêque à Clermont, Henri de Dampierre, en mai 1802, il retrouve sa cure à Église-Neuve. Il est nommé curé de Pont-du-Château où il est mort, le 4 mai 1828.

## Publications
- Lettre de M. A. Mathias , curé d'Église-Neuve, député à l'Assemblée nationale, servant de réponse à la dénonciation faite le 2 août, par M. J. F. Gaultier, autre député d'Auvergne, Paris, De l'Imprimerie de Vezard & Le Normant, 1790 (lire en ligne)